# Больница Святого Духа (Ландсхут)
Больница Святого Духа (нем. Heilig-Geist-Spital) — бывшая больница, расположенная в северной части района Альтштадт нижнебаварского города Ландсхут. Сегодня здание, которое относилось к архиепархии Мюнхена и Фрайзинга и использовалось как монастырь, является домом престарелых; было построено в 1728 году, расположено напротив позднеготической церкви Святого Духа.